# Alexander de Hungaria
Alexander de Hungaria (Magyarországi Sándor; ? 1260. – ? 1311 után ) Ágoston-rendi szerzetes, a 14. században a Párizsi Egyetem teológiaprofesszora, ekként az első, külföldön tanító magyar egyetemi tanárként tartjuk számon.

## Élete
Életéről keveset tudunk, sőt, létezéséről is az újkorban tulajdonképpen csak Gábriel Asztrik kutatásai nyomán, 1941-ben megjelent publikációja révén szerzett tudomást az irodalomtörténet.
Az Ágoston-rend a 13. században alapított római katolikus szerzetesrend volt, mely nagy hangsúlyt fektetett legtehetségesebb tagjaik taníttatására. A rend provinciáiból egy-egy hallgatót küldtek Párizsba, hogy az ottani egyetemen képezzék magukat tovább. Az 1300-as konvent Alexander de Hungariát küldte egyetemre, és lényegében ez az első információnk a magyar szerzetesről. 
Feltehető, hogy Sándor már korábban is képezhette magát, mivel baccalareus sententiariusként, illetve baccalareus biblicusként említik, vagyis ötéves bakkalaureátus képzésen már korábban áteshetett. Ebből következik, hogy már 1295-ben hallgatója lehetett a Párizsi Egyetemnek, az 1300-ban kezdődő tanulmányai ma posztgraduális képzésnek nevezett időszakot jelentenek.
1303-ban már mint egyetemi tanárt találjuk Alexander de Hungariát Párizsban. Titulusa magister regens, (maître régent), ekként a szerzetesrend tartományfőnökével egyenlő méltósággal bírt. Ebben az időben zajlott IV. Fülöp francia király (Szép Fülöp) és VIII. Bonifác pápa hatalmi harca. Az értelmiségnek – valamilyen tisztséget betöltőknek – is állást kellett foglalnia ebben a küzdelemben. Míg a külföldi katolikusok többsége a pápa mellett állt ki annak ellenére, hogy állásvesztés vagy száműzetés lett a sorsa, Alexander de Hungaria a Szép Fülöp mellé sorakozó franciák közé állt. Ezt az 1303. június 26-án aláírt ívből tudjuk, mely okirat egyúttal életének kevés számú dokumentuma is egyben: innen ismerjük végzettségét, pozícióját is. Mivel a pápa mellett kiálló tanárokat az egyetemről eltávolították, Alexander de Hungaria pozíciója megerősödött. A viszály elmúltával békésebb, termékenyebb, a tanítványok számának növekedésével járó időszak vette kezdetét.
Tanítványa, Prosper de Reggio (aki nem azonos az 5. században élt azonos nevű szenttel) munkáiban számos nyomát adja Alexander tanításainak. Petrus Lombardus száz évvel korábban született patrisztikai művének Sentenciáit magyarázta Alexander, és ezek alapján jegyezte le Prosper de Reggio a kérdéseit, amelyek hűen tükrözték professzora nézeteit. Ezek az alapvetések – így például, hogy a teológia tudomány-e, vagy hogy a Szentírás tanulmányozása hozzásegít-e habitus szerzéséhez – neves skolasztikusok mellett születtek: Albertus Magnus és Aquinói Szent Tamás tanításaival együtt formálták Prosper de Reggio gondolkodását. Fennmaradt továbbá egy olyan szentbeszédeket tartalmazó gyűjtemény, melyeket az 1300-1303 között működő magiszterek mondtak. Ebben olvasható egy, az Ágoston-rendiek számára különösen kedves témáról, a Szentháromságról szóló beszéd is, melynek szerzője – a gyűjteményben egyedüliként – ismeretlen, de kizárásos alapon feltételezhető, hogy Alexander mondhatta el.
Nem tudjuk, hogy Alexander de Hungaria meddig maradt Párizsban, csak azt, hogy utódja a katedrán Alessandro da Sant'Elpidio (Alexander de Elpidio) volt. További sorsa is ismeretlen maradt. Újrafelfedezése Gábriel Asztriknak köszönhető, aki a francia-magyar művelődési kapcsolatok kutatójaként foglalkozott Sorbonne magyar tanáraival és diákjaival, és eközben fedezte fel és azonosította az egyébként jórészt elfeledett magyar vallástudóst.